# دامن دنیم

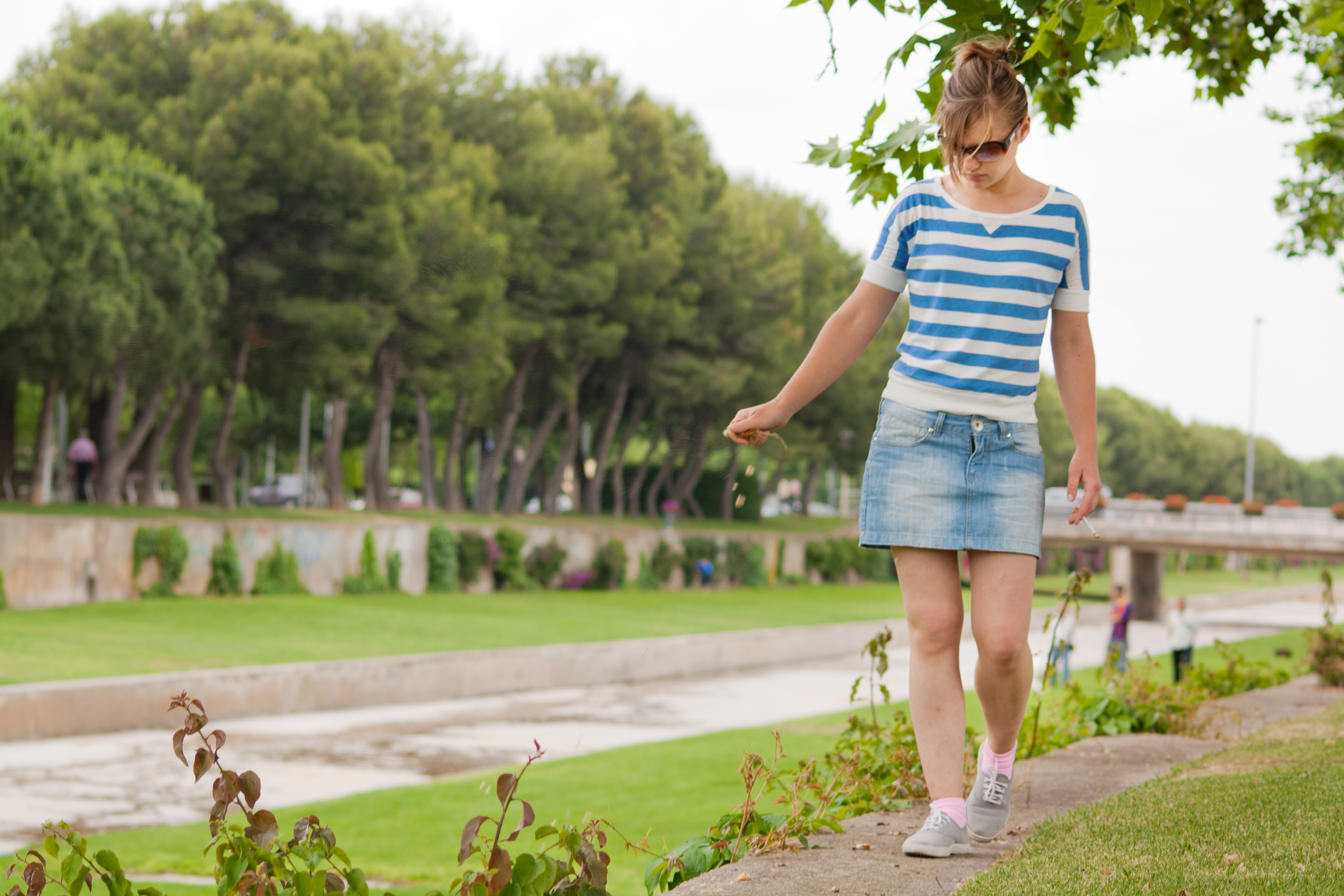
دختری با دامن کوتاه جین، ۲۰۱۱

دامن جین که گاهی به آن دامن جین نیز گفته می‌شود، دامنی است که از دنیم ساخته شده و جنسی مشابه شلوار جین آبی دارد. دامن‌های جین در مدل‌ها و طول‌های مختلفی برای مناسبت‌ها و موقعیت‌های متفاوت تولید می‌شوند. به عنوان مثال، دامن‌های جین تمام قد معمولاً توسط زنانی که اعتقادات مذهبی آنها را از پوشیدن شلوار جین منع می‌کند، از جمله یهودیان ارتدکس، برخی از مسلمانان، منونیت‌ها و پنطیکاستی‌ها و دیگران استفاده می‌شود. دامن‌های کوتاهتر از جنس جین معمولاً توسط نوجوانان و جوانان استفاده می‌گردد.